# Gladde slang
De gladde slang (Coronella austriaca) is een niet-giftige slang uit de familie toornslangachtigen en de onderfamilie Colubrinae.
Het is een van de drie soorten slangen die voorkomt in Nederland en België, naast de adder en de ringslang. De belangrijkste onderscheidende kenmerken van de gladde slang zijn de vrij uniforme bruine tot grijsbruine kleur, de gladde schubben, de donkere vlekkenrijen op de rug en staart, de eivormige kop met een ietwat spatelvormige snuit, gele ogen en een ronde pupil.
De gladde slang is een bedreigde en beschermde diersoort. Het is verboden het dier te vangen, in gevangenschap te houden of te doden. De gladde slang heeft een groot verspreidingsgebied binnen Europa en komt ook buiten Europa voor in Azië en in het Midden-Oosten. De gladde slang is relatief klein en onopvallend en heeft in vergelijking met andere soorten een verborgen levenswijze en wordt daardoor zelden gezien.

## Kenmerken
De gladde slang is een relatief kleine soort die een lengte bereikt van 60 tot 75 en maximaal 80 centimeter, de vrouwtjes worden groter dan de mannetjes. Er zijn uitschieters bekend tot 90 cm maar dergelijke exemplaren zijn zeer zeldzaam. De gladde slang heeft een slanke lichaamsbouw en een bruine tot bruingrijze kleur. Vrouwtjes zijn vaak wat fletser gekleurd dan de mannetjes. Mannetjes hebben vaak een meer rode of groene tint en een contrastrijkere tekening. De kleur is meestal lichtbruin tot -grijs met op de rug enkele naast elkaar gelegen rijen kleine vlekjes die soms samensmelten tot een (soms zigzag) streep tot dwarsstrepen of een bandering. De dorsale (rug)tekening van de gladde slang is enigszins variabel; 2 tot 4 vlekkenrijen op de rug die soms versmolten zijn . Een echte zigzagtekening zoals bij de adder vaak het geval is ontbreekt echter. De buikzijde is bij juvenielen steenrood van kleur en verandert bij oudere exemplaren naar bruin tot grijs of zwart.
De relatief smalle kop is eivormig en heeft een ronde snuit zonder uitstekende schubben. Het oog heeft een gele tot bruingele iris en heeft een ronde pupil. De kop is nauwelijks afgesnoerd van de nek. Van het neusgat tot de mondhoek is een donkerbruine en duidelijk zichtbare streep aanwezig wat een typisch kenmerk is. Ook de donkere, enigszins hart- tot hoefijzervormige vlek op de bovenzijde van de kop met de punt aan de voorzijde is karakteristiek.
De gladde slang is van veel andere slangen te onderscheiden door de schubbenhuid en heeft daar tevens zijn Nederlandse naam aan te danken. De schubben aan de rugzijde hebben geen opstaande rand in de lengte op het midden. Deze rand wordt de kiel genoemd, veel slangen hebben juist sterk gekielde schubben. De schubben op de rug zijn vrijwel altijd verdeeld in 19 rijen, op de buik varieert het aantal schubben van 153 tot 199 waarbij het vrouwtje er meer heeft dan het mannetje. Het aantal caudale (staart)schubben loopt uiteen van ongeveer 40 tot 70 paar. De anale schub is gepaard en zelden enkelvoudig.
Er is lang niet zoveel variatie als bij andere slangen maar toch heeft ieder exemplaar een uniek patroon van kleuren wat door onderzoekers wordt gebruikt om de verschillende individuen binnen een populatie te onderscheiden.

### Onderscheid met andere soorten

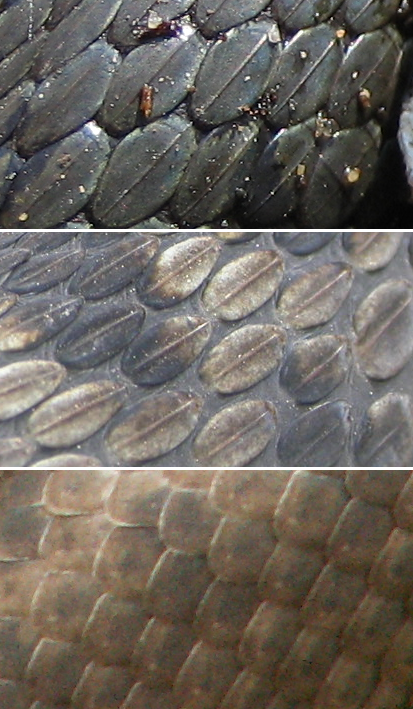
De schubben van de gladde slang (onder) hebben geen kieltjes zoals de adder (midden) en de ringslang (boven).

De gladde slang is in Nederland en België maar met twee slangen te verwarren maar gemakkelijk te onderscheiden. Het belangrijkste verschil met de andere twee inheemse slangensoorten, de ringslang (Natrix natrix) en de adder (Vipera berus), is de zeer gladde schubbenhuid over het hele lichaam. Als een vervellingshuid gevonden wordt kan door het ontbreken van kieltjes op de afgeworpen schubben geconcludeerd worden dat het om de huid van een gladde slang gaat.
Van de adder is de gladde slang tevens te onderscheiden door de gele iris en ronde pupil van het oog, de duidelijk slankere bouw, het ontbreken van een echte zigzagtekening en een langere staart. De adder heeft roodoranje tot rode ogen met een verticale pupil en daarnaast ook een relatief kortere staart maar dit is aan de bovenzijde niet te zien.
De ringslang is meestal te herkennen aan de meer grijze kleur en de gele vlekken achter de kop bovendien wordt de ringslang langer tot een meter.
De gladde slang is moeilijker te onderscheiden van de zuidelijke gladde slang (Coronella girondica). Deze laatste soort is te herkennen aan de afwijkende kopschubben en met name aan de tekening van de buik die duidelijk geblokt is. De girondische gladde slang heeft een wat zuidelijker verspreidingsgebied en komt soms samen met de gladde slang voor. Er zijn geen hybriden bekend wat komt door de verschillende vormen van voortplanting; de girondische gladde slang is eierleggend terwijl de gladde slang eierlevendbarend is, zie ook onder voortplanting.
Het onderscheid met andere toornslangachtigen in Europa is soms niet zo makkelijk omdat veel soorten een grote variatie kennen wat betreft kleuren en patronen, niet in de laatste plaats de gladde slang zelf. Binnen de familie waartoe de gladde slang behoort komen meerdere soorten voor die geen gekielde schubben hebben. Van soorten uit andere families zoals boa's en adders is onderscheid meestal makkelijk te maken.
Ten slotte kan de gladde slang verward worden met de hazelworm, een pootloze hagedis. Deze heeft eveneens een bruine kleur, een rolrond lichaam, en ongekielde schubben maar is wel een maat kleiner en bereikt maximaal 50 centimeter. Daarnaast heeft de hazelworm een typisch hagedis-achtige bek en is in het bezit van beweegbare oogleden die bij alle slangen ontbreken.

Afbeeldingen: onderscheid met andere soorten
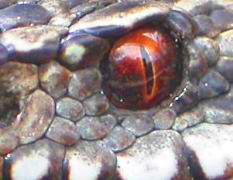
De adder heeft rode ogen en een verticale pupil.
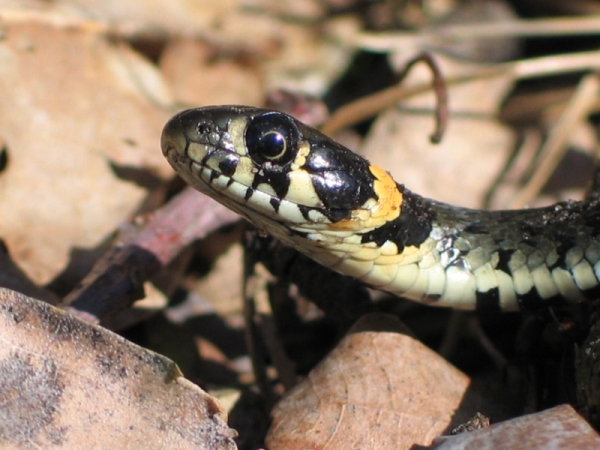
De ringslang heeft meestal gele vlekken achter de kop.
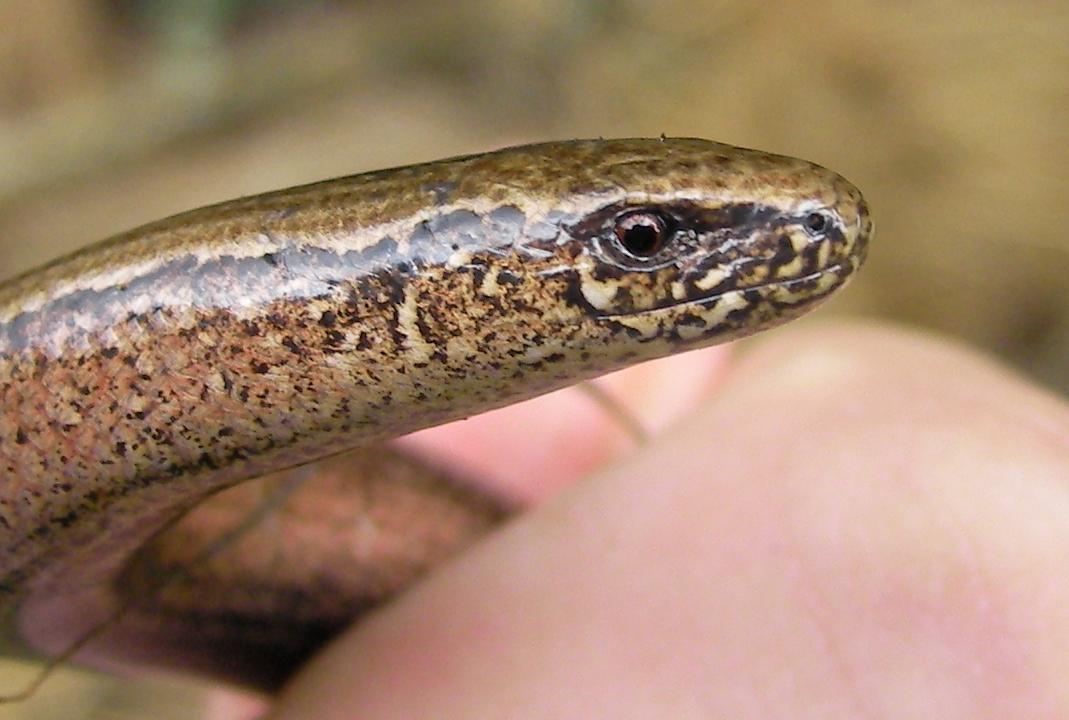
De hazelworm heeft oogleden en een typische hagedisachtige kop.

## Verspreiding en habitat

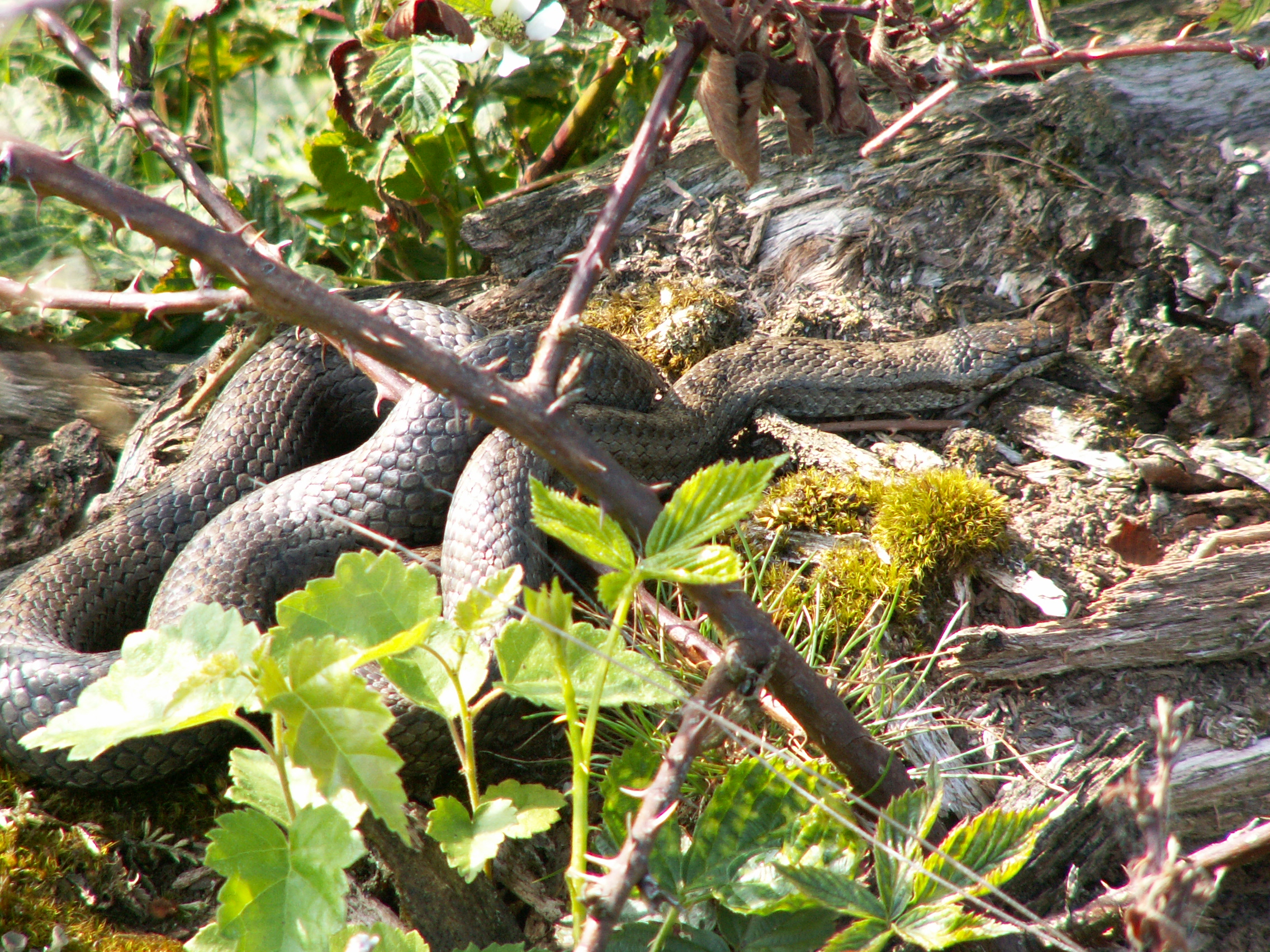
De gladde slang zont vaak op dood hout...

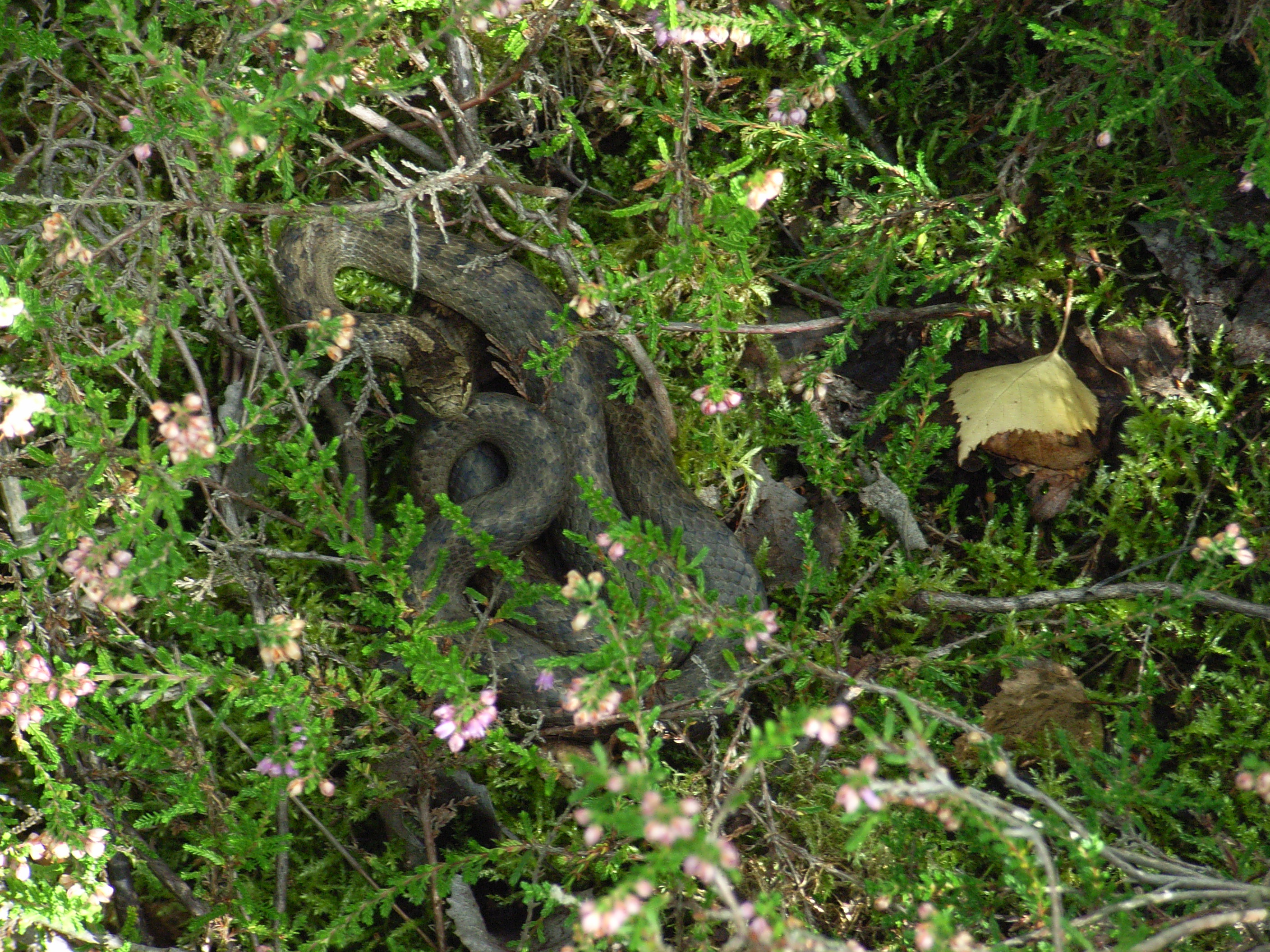
...ook struikhei wordt gebruikt waarbij de slang niet opvalt.

De gladde slang leeft in vrijwel geheel Europa, zelfs in Groot-Brittannië en Scandinavië. Op het Iberisch Schiereiland komt de slang voornamelijk voor van noordelijk Portugal via de kuststrook van noordelijk Spanje tot in de Pyreneeën. In Spanje zelf zijn slechts enkele geïsoleerde populaties waarvan de grootste in het oostelijke deel van het Castiliaans Scheidingsgebergte ligt in centraal Spanje. In Scandinavië ontbreekt de gladde slang in het noorden evenals veel eilanden rond de Middellandse Zee maar wel op Sicilië. In Groot-Brittannië komt de gladde slang alleen voor in het uiterste zuiden nabij de stad Southampton. Buiten Europa komt de gladde slang via Anatolië ook voor in Azië en in het Midden-Oosten in Iran.
De gladde slang komt voor in de landen Albanië, Armenië, Azerbeidzjan, Belarus, België, Bosnië en Herzegovina, Bulgarije, Duitsland, Engeland, Estland, Finland, Frankrijk, Georgië, Griekenland, Hongarije, Iran, Italië, Kazachstan, Kroatië, Letland, Litouwen, Luxemburg, Macedonië, Moldavië, Montenegro, Nederland, Noorwegen, Oekraïne, Oostenrijk, Polen, Portugal, Roemenië, Rusland, Servië, Slovenië, Spanje, Tsjechië, Turkije (inclusief Anatolië), Zweden en Zwitserland.
In Nederland komt de gladde slang voor in het oosten en het zuiden van het land. Levenskrachtige populaties komen voor op enkele terreinen in Noord-Brabant, op de Veluwe en Veluwezoom in Gelderland en het Fochteloërveen op de grens van Friesland en Drenthe. Deze populatie is zo gezond dat de slangenarend (Circaetus gallicus) sinds 2001 weer in Fochteloërveen voorkomt, deze heeft de gladde slang als belangrijkste prooi. In Limburg komen ook populaties voor, vooral op de grens met Duitsland zoals in Nationaal Park De Meinweg. Ook op andere plaatsen zijn wel gladde slangen gezien maar zijn de populaties klein.
Op enkele plaatsen in Wallonië, zoals de vallei van de Bocq, is de gladde slang niet zeldzaam; elders is hij bedreigd door het verdwijnen van prooien en woongebied. In Vlaanderen komt de gladde slang enkel voor in Limburg en Antwerpen. In Nederland en België komt deze slang vooral voor in heideterreinen, droge delen van veengebieden, bosranden, droge zandgronden en vroeger ook op kalkgraslanden. In het gehele areaal komt de gladde slang voor in meer gevarieerde leefgebieden.

### Habitat
De gladde slang leeft in gebieden waar de vegetatie gevarieerd is en hier en daar een open structuur heeft zodat een zonnebad kan worden genomen. Het zijn vaak begroeide maar toch open terreinen zoals bosranden, beboste delen van heiden en steppen, aan de voet van rotswanden en andere gebieden waar zowel vegetatie is om in te schuilen als open plekken om te zonnen. Aangezien de gladde slang een hekel heeft aan hoge temperaturen die door andere reptielen juist worden gewaardeerd, komt de slang ook voor in meer noordelijke gebieden die een ander vegetatietype hebben.
De slang kan zowel in warme als koele en droge als vochtige gebieden leven maar de aanwezigheid van vegetatie en rotsen, omgevallen boomstammen en dergelijke om te schuilen zijn belangrijk. Opvallend is ook de voorkeur voor dood hout op warme plaatsen waar ze onder schuilen en soms op zonnen en zonbeschenen steile terreingedeeltes. Ze worden ook wel gevonden op de steile kanten van opgeworpen veendammetjes of heuveltjes in vochtige terreinen. Over de gladde slang is echter nog veel te ontdekken als het gaat om de specifieke eisen die gesteld worden aan de habitat.

## Levenswijze
De gladde slang is overdag actief maar wordt vanwege de zeer verborgen levenswijze en de goede schutkleur zelden opgemerkt. De slang verstopt zich vaak in vermolmde boomstronken, onder grote stenen en houtblokken of tussen vegetatie en het bladstrooisel. Soms wordt een zonnebad genomen maar fel zonlicht wordt vermeden, de meeste activiteit vindt plaats bij bewolkt en vochtig weer. De gladde slang heeft een optimale lichaamstemperatuur van 29 tot 33 graden Celsius en zodra de bovengrens is bereikt trekt de slang zich terug. Bij het nemen van een zonnebad wikkelt de slang zich vaak in planten als dophei en valt dan nauwelijks op. De zwangere vrouwtjes die de zich ontwikkelende embryo's dragen zonnen het meest en zoeken daar gezamenlijk geschikte delen in het terrein voor op. Door wandelaars worden vaak mannetjes waargenomen die in het voorjaar op zoek zijn naar wijfjes.
De levenswijze doet sterk denken aan die van de hazelworm (Anguis fragilis), een pootloze hagedis die ook enige uiterlijke gelijkenis vertoont, zie het kopje onderscheid met andere soorten. De hazelworm is net als de gladde slang eierlevendbarend en zont weinig.
De gladde slang is actief van april tot augustus of september. In november hebben de dieren hun winterkwartier opgezocht en brengen hierin de winterslaap door. Het winterkwartier bestaat uit holen die soms door de slang zelf gegraven worden door zich in de grond te woelen. In april tot maart ontwaken ze en gaan vrijwel direct op zoek naar een partner om zich voort te planten.

### Voortplanting

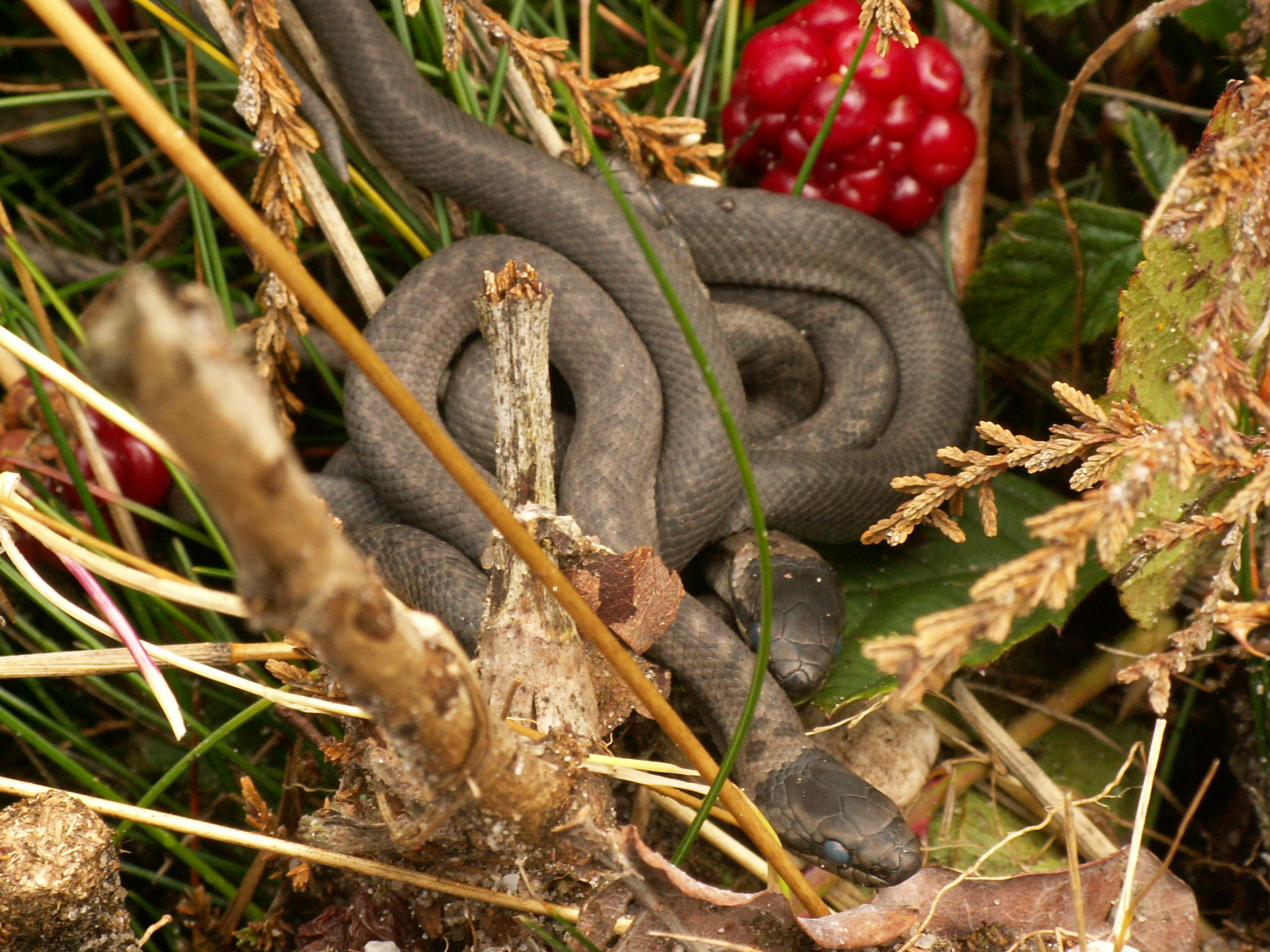
Nog niet vervelde pas uitgekomen jongen

Zodra een koppeltje elkaar gevonden heeft vindt de paring plaats. Veel van wat hieraan voorafgaat, zoals een balts of gevechten tussen rivalen, is nog onbekend. Dit heeft te maken met de verborgen levenswijze van de gladde slang. Tijdens de copulatie bijt het mannetje het vrouwtje in de nek om zich te ankeren en zijn de dieren omstrengeld. Vervolgens brengt het mannetje zijn hemipenis in de cloaca van het vrouwtje en vindt de bevruchting plaats. De gladde slang heeft een draagtijd van ongeveer drie maanden, er worden geen eieren afgezet maar de slang is eierlevendbarend.
In landen als Nederland en België is het klimaat te koel voor de embryo's om zich op de bodem in een ei te ontwikkelen. Omdat een zwangere gladde slang regelmatig zont en zich verder veel ophoudt onder door de zon verwarmde objecten kan het moederdier haar lichaamstemperatuur voldoende op peil houden zodat de jongen zich kunnen ontwikkelen. Bij een koele zomer kan het voorkomen dat de gladde slang de jongen pas het volgende jaar baart, omdat de ontwikkeling van de embryo's te veel is vertraagd. In wat noordelijker gelegen gebieden komt het vaak voor dat de vrouwtjes niet ieder jaar deelnemen aan de voortplanting om zo wat op krachten te komen, jaarlijkse voortplanting zou te veel energie vergen van het moederdier. Gedurende de zwangerschap, die veel langer duurt dan bij eierleggende soorten, wordt door het vrouwtje namelijk niet gegeten. Ook zal ze zich veel minder verplaatsen om zo energie te sparen voor de ontwikkeling van de jongen. Dit komt ook voor bij de adder en andere eierlevendbarende reptielen.
Zodra de jongen zijn geboren komen ze direct uit het ei dat geen kalkschaal heeft maar slechts bestaat uit een dun vliesje. Een deel van de jongen verlaat het 'ei' al in de moeder. Vaak komen eerst de al uitgekomen exemplaren ter wereld waarna de nog in het ei zittende jongen ter wereld worden gebracht en meteen uitkomen. Deze hoger ontwikkelde manier van voortplanting komt voor bij vrijwel alle reptielen die in noordelijk Europa voorkomen en heeft als voordeel dat de eieren niet in de bodem begraven hoeven te worden.
Het vrouwtje zet de jongen af aan het eind van de zomer van eind juni tot augustus of september. Hierbij komen maximaal 15 jongen ter wereld, het aantal is afhankelijk van de grootte van het vrouwtje. Bij hun geboorte zijn de juvenielen ongeveer 12 tot 20 centimeter lang, ze zijn zeer donkergrijs van kleur. Al snel na het uitkomen vervellen de jongen voor de eerste keer waarna ze een opvallende staalblauwe kleur krijgen. De vlek op de kop is donkerder tot zwart. Bij lage temperaturen kruipen ze een tijdje tegen elkaar aan. Soms zoeken ze direct het winterkwartier op om pas het volgende jaar op jacht te gaan naar prooien. Na drie jaar zijn de juvenielen volwassen, de gladde slang heeft een levensverwachting van ongeveer 15 jaar.

### Voedsel
De gladde slang is een carnivoor die jaagt op kleine gewervelden. Op het menu staan voornamelijk hagedissen, slangen en knaagdieren, ook de eieren van hagedissen en slangen worden gegeten evenals nestjonge knaagdieren. Bekende prooien zijn in het bijzonder de zandhagedis (Lacerta agilis), de levendbarende hagedis (Zootoca vivipara), verschillende spitsmuizen en verschillende soorten uit de familie Muridae. Daarnaast worden verschillende slangen gegeten, waaronder giftige soorten zoals de adder maar ook de eigen jongen worden gegeten als de kans zich voordoet. De gladde slang is vrij kannibalistisch en het is zelfs beschreven dat een mannetje dat met een vrouwtje paarde, haar tijdens de daad op begon te eten. Grotere hagedissen die in de bek van de gladde slang terechtkomen vechten soms terug door zich in de slang vast te bijten en willen zo nog weleens ontsnappen. Soms worden ook nestjonge vogels en verschillende amfibieën gegeten maar de gladde slang is lang niet zo gespecialiseerd op amfibieën als de ringslang (Natrix natrix). Jongere slangen eten in hoofdzaak kleine hagedissen en ook grotere hagedissen worden wel aangevallen maar het is ze voornamelijk te doen om de staart. De meeste Europese hagedissensoorten kennen namelijk caudale autotomie; als de staart wordt vastgegrepen laat deze los. De gladde slang omstrengelt de staart van de hagedis waarna deze afbreekt en de hagedis ervandoor gaat maar de slang toch voedsel heeft bemachtigd.
De prooien worden voornamelijk gevangen op de bodem maar de slang kruipt ook in struiken om vogelnesten leeg te roven en kruipt in de holen van knaagdieren om de jongen te eten. Prooien worden vaak langzaam benaderd waarbij ten slotte een snelle uithaal wordt gemaakt en de kop van het dier wordt gegrepen. Vervolgens wordt de prooi omstrengeld met het lichaam waarbij het lijkt of de gladde slang zijn prooi wurgt. Waarschijnlijk wordt de omwonden prooi slechts verankerd zodat de slang deze makkelijk kan verschalken, prooien worden levend doorgeslikt. De gladde slang heeft een sterke neiging om zich te omstrengelen wat merkbaar is als de slang wordt opgepakt.

### Vijanden en dreiggedrag

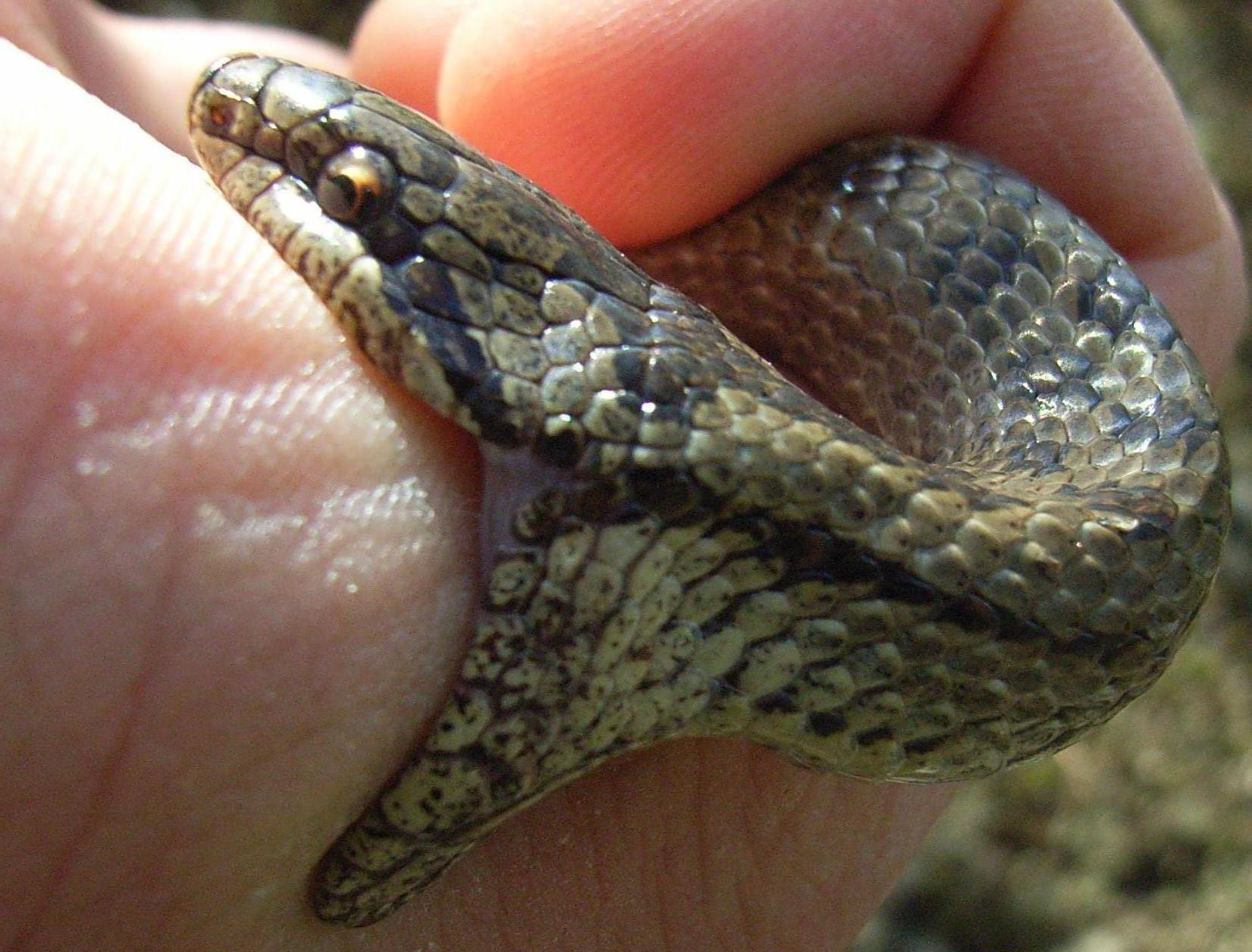
De beet van een gladde slang is niet gevaarlijk, de tanden zijn te klein om schade aan te richten.

De belangrijkste natuurlijke vijanden van de gladde slang zijn verschillende vogels, de volwassen slangen worden meestal gegrepen door wat grotere roofvogels als de buizerd en de slangenarend, jonge slangen worden ook gedood door verschillende kraaiachtigen. Andere vijanden zijn wilde zwijnen en rovende zoogdieren als de egel, de das, de vos, de marter en de bunzing.
De gladde slang vertrouwt volledig op zijn schutkleur en zal bij naderend gevaar niet proberen te vluchten. Als het gevaar dichterbij komt zal de slang doodstil blijven liggen om niet opgemerkt te worden. Bij verstoring wordt dreiggedrag vertoond waarbij de kop wordt opgeheven, de achterzijde van de kop breder wordt gemaakt en luid sissende geluiden worden geproduceerd. Vanwege de verborgen levenswijze is een confrontatie met de slang soms totaal onverwacht, bijvoorbeeld als een steen wordt verplaatst. De slang kan dan geen kant meer op en zal agressief reageren door bliksemsnel te bijten. De kleinere mannetjes bijten sneller dan de vrouwtjes. De meeste slangen maken wel bijtende uithalen maar houden hierbij de bek gesloten. De gladde slang echter bijt direct en omdat de kleine, smalle tanden naar achteren gekromd staan blijft de slang soms hangen aan het getroffen lichaamsdeel. Een beet van de gladde slang is in principe niet gevaarlijk, de slang is niet giftig en de tanden zijn te klein om veel schade aan te richten. Een beet zal hooguit resulteren in kleine bloedende wondjes.

## Bedreiging en bescherming
De gladde slang is in het grootste gedeelte van zijn areaal niet bedreigd en komt nog algemeen voor. De bedreigingen van de gladde slang over zijn gehele areaal zijn zeer verschillend en afhankelijk van de locatie. In sommige streken is de slang algemener dan de ringslang maar wordt veel minder vaak gezien door de verborgen levenswijze. Dit bemoeilijkt ook de monitoring van de slang.
Over het algemeen is alles wat het leefgebied aantast of anderszins beïnvloed een mogelijk gevaar voor de gladde slang. Van militaire oefeningen tot recreatieve activiteiten en grondwerkzaamheden zoals het aanleggen van water- of verkeerswegen, zandwinning of andere verstorende activiteiten. Net als bij veel andere reptielen zorgt het verkeer op de weg jaarlijks voor vele slachtoffers.
In Nederland en België zijn reptielen, belangrijke prooidieren van de gladde slang, niet erg algemeen wat de slang kwetsbaar maakt in vergelijking met bijvoorbeeld de ringslang die leeft van kikkers of de adder die voornamelijk van knaagdieren en vogels leeft. Andere bedreigingen die voornamelijk voor de Benelux gelden zijn verstoring in het natuurlijke leefgebied door bijvoorbeeld loslopende honden en mountainbikers. Ook het onderhouden van het leefgebied door bijvoorbeeld maaien en platbranden kan fataal zijn voor de gladde slang. Het juist niet onderhouden van het leefgebied kan echter leiden tot verbossing of vergrassing, wat het ongeschikt maakt als habitat omdat de slang niet meer kan zonnen.

## Taxonomie
De gladde slang behoort tot de familie van de toornslangachtigen en de onderfamilie Colubrinae, een zeer diverse groep van slangen met een enorm verspreidingsgebied. De gladde slang is een van de drie soorten uit het geslacht Coronella waarvan er twee in Europa voorkomen en één soort is endemisch in India.
De wetenschappelijke naam van de gladde slang werd in 1768 voor het eerst geldig gepubliceerd door Josephus Nicolaus Laurenti als Coronella austriaca. Deze naam is ook tegenwoordig nog steeds de geldige naam. Er zijn daarnaast nog bijna 50 synoniemen in omloop. De gladde slang is onder andere benoemd als Simotes semicinctus, Coluber versicolor, Natrix coronella en Tropidonotus thuringiacus.

### Ondersoorten
Er zijn drie ondersoorten beschreven waarbij de status van een van de drie, C. a. fitzingeri, niet geheel onomstreden is:
- Coronella austriaca austriaca; nominaatvorm die voorkomt in het grootste gedeelte van het verspreidingsgebied, behalve de onderstaande delen.
- Coronella austriaca acutirostris; Portugal en noordwestelijk Spanje
- Coronella austriaca fitzingeri zuidelijk Engeland, zuidelijk Italië en Sicilië. Deze ondersoort is aanmerkelijk kleiner en meer uniform van kleur dan de andere twee.[14] De validiteit van deze ondersoort wordt echter betwist.[5]

## Afbeeldingen

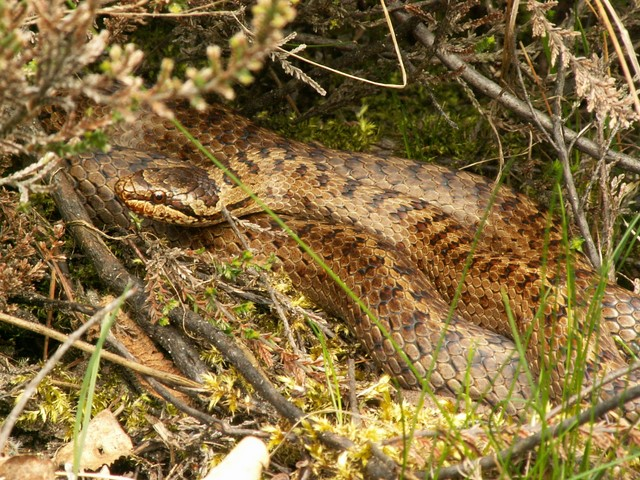
Mannetje
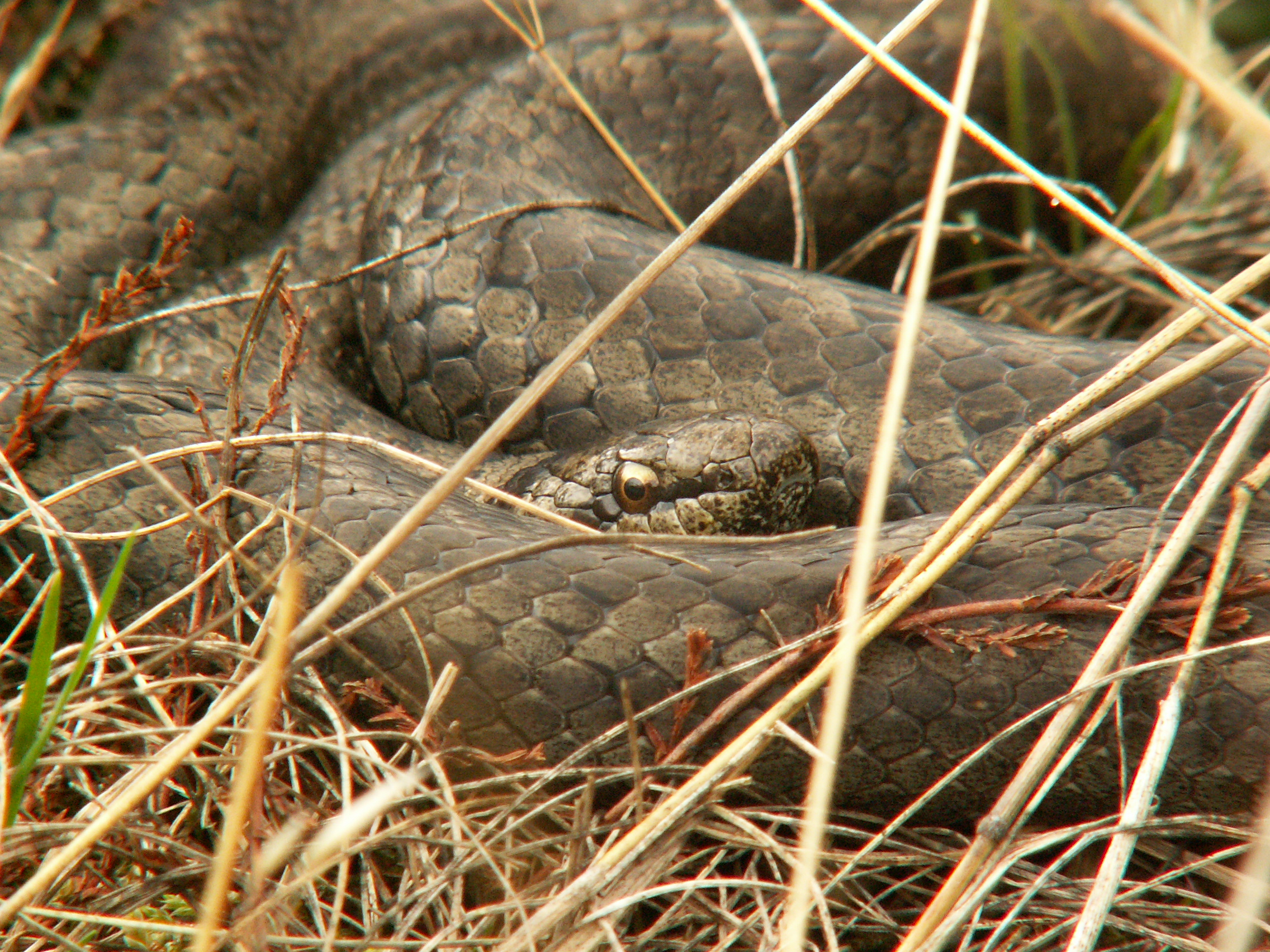
Vrouwtje
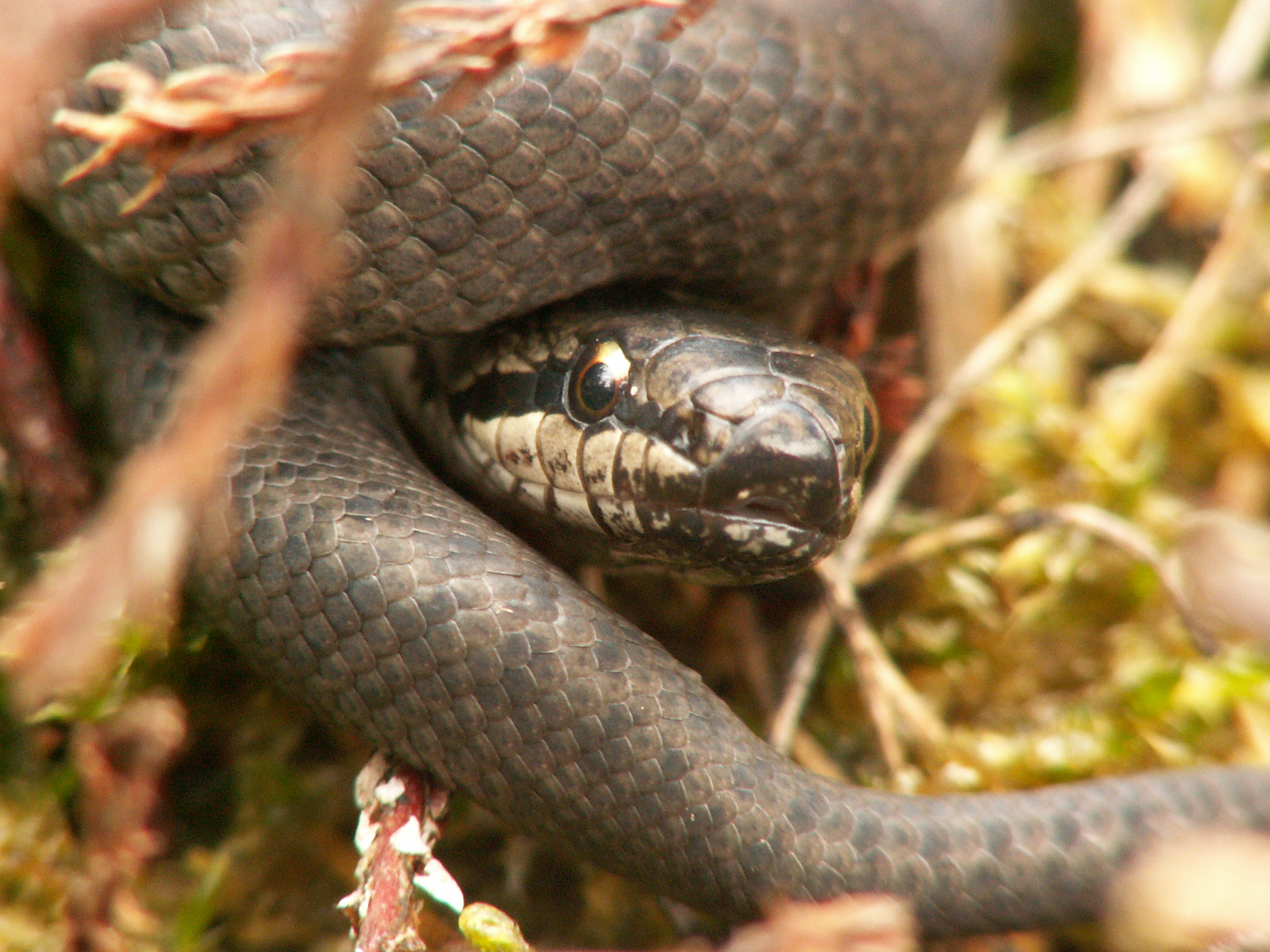
Juveniel
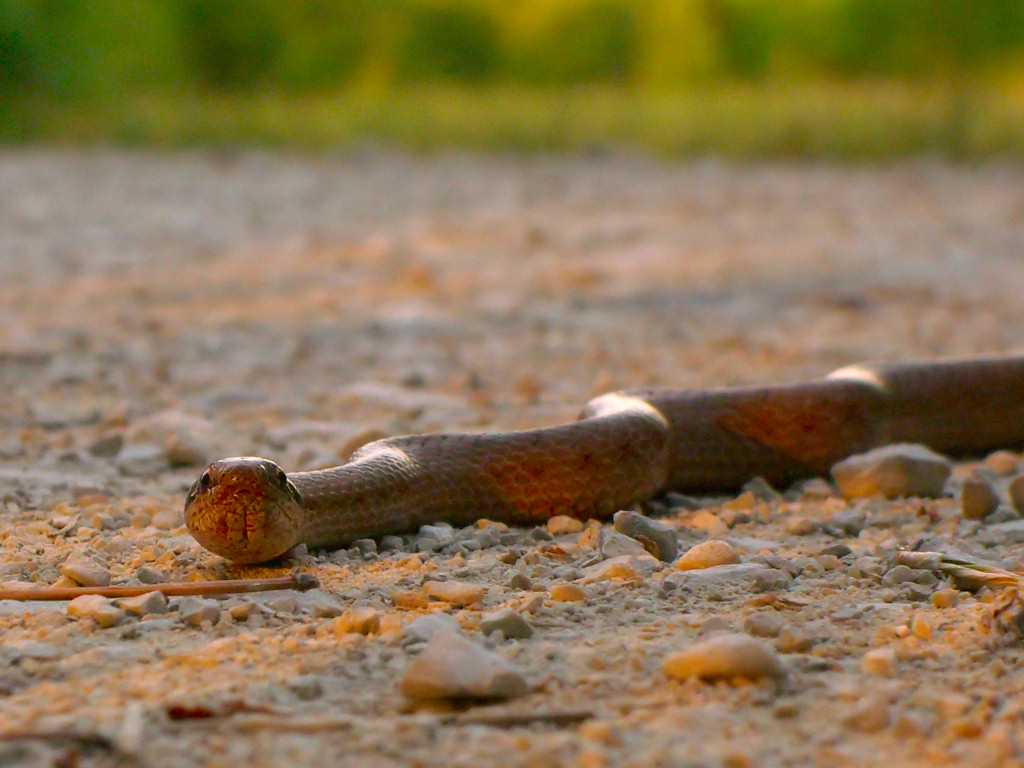
Voortbeweging
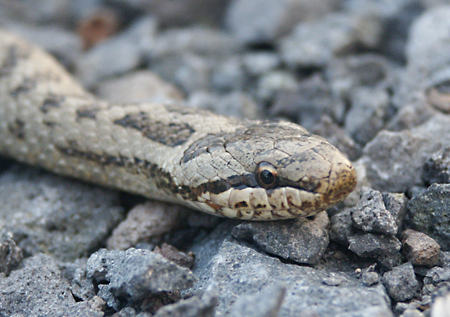
Detail van de kop